# FC Dinamo București în sezonul 1952
Sezonul 1952 este al patrulea sezon pentru FC Dinamo București în Divizia A. Dinamo a fost din nou aproape de primul titlu din istorie, dar a încheiat tot pe poziția secundă, cu 34 de puncte, la două puncte în urma campioanei CCA. Dinamo nu a pierdut niciun meci pe teren propriu și a administrat campioanei singura înfrângere din acest sezon. Titus Ozon devine primul golgheter al campionatului din istoria lui Dinamo cu 17 goluri marcate în acest sezon.
Din cauza pauzei extrem de mari (din mai în august) creată de două meciuri ale echipei naționale și pregătirii pentru participarea la Jocurile Olimpice, o parte dintre jucătorii lui Dinamo au făcut parte în această perioadă dintr-o reprezentativă a primei divizii care a participat la Cupa Selecționatelor.

## Rezultate
| Divizia A | Divizia A          | Divizia A                          | Divizia A | Divizia A |
| Etapa     | Data               | Adversar                           | Stadion   | Rezultat  |
| --------- | ------------------ | ---------------------------------- | --------- | --------- |
| 1         | 16 martie 1952     | Casa Armatei Câmpulung Moldovenesc | deplasare | 0-0       |
| 2         | 23 martie 1952     | Știința Cluj                       | acasă     | 2-0       |
| 3         | 30 martie 1952     | Dinamo Orașul Stalin               | deplasare | 4-2       |
| 4         | 6 aprilie 1952     | Locomotiva Târgu Mureș             | acasă     | 1-0       |
| 5         | 13 aprilie 1952    | Locomotiva Timișoara               | deplasare | 1-2       |
| 6         | 20 aprilie 1952    | Progresul ICO Oradea               | acasă     | 3-1       |
| 7         | 17 august 1952     | CCA București                      | deplasare | 1-1       |
| 8         | 24 august 1952     | Flacăra Ploiești                   | deplasare | 2-0       |
| 9         | 31 august 1952     | Flamura Roșie Arad                 | acasă     | 2-2       |
| 10        | 3 septembrie 1952  | Flacăra Petroșani                  | acasă     | 7-3       |
| 11        | 7 septembrie 1952  | Metalul Câmpia Turzii              | deplasare | 5-0       |
| 12        | 14 septembrie 1952 | Casa Armatei Câmpulung Moldovenesc | acasă     | 1-1       |
| 13        | 21 septembrie 1952 | Știința Cluj                       | deplasare | 2-1       |
| 14        | 28 septembrie 1952 | Dinamo Orașul Stalin               | acasă     | 3-0       |
| 15        | 5 octombrie 1952   | Locomotiva Târgu Mureș             | deplasare | 1-5       |
| 16        | 12 octombrie 1952  | Locomotiva Timișoara               | acasă     | 3-2       |
| 17        | 19 octombrie 1952  | Progresul ICO Oradea               | deplasare | 0-0       |
| 18        | 2 noiembrie 1952   | CCA București                      | acasă     | 1-0       |
| 19        | 9 noiembrie 1952   | Flacăra Ploiești                   | acasă     | 4-1       |
| 20        | 16 noiembrie 1952  | Flamura Roșie Arad                 | deplasare | 1-1       |
| 21        | 23 noiembrie 1952  | Flacăra Petroșani                  | deplasare | 2-0       |
| 22        | 27 noiembrie 1952  | Metalul Câmpia Turzii              | acasă     | 5-1       |

| Cupa României | Cupa României      | Cupa României                      | Cupa României | Cupa României |
| Etapa         | Data               | Adversar                           | Stadion       | Rezultat      |
| ------------- | ------------------ | ---------------------------------- | ------------- | ------------- |
| șaisprezecimi | 10 septembrie 1952 | Înainte Sibiu                      | deplasare     | 3-3           |
| optimi        | 1 octombrie 1952   | Avântul Toplița                    | deplasare     | 5-2           |
| sferturi      | 15 octombrie 1952  | Casa Armatei Câmpulung Moldovenesc | acasă         | 3-0           |
| semifinale    | 3 decembrie 1952   | CCA București                      | deplasare     | 2-3           |

| Legendă    |
| ---------- |
| victorie   |
| egal       |
| înfrângere |

## Echipa
Formația standard: Constantin Constantinescu (Iosif Fuleiter) - Constantin Marinescu, Ladislau Băcuț (Florian Ambru), Anton Fodor - Gheorghe Băcuț, Valeriu Călinoiu (Viliam Florescu) - Justin Zehan, Carol Bartha (Iosif Lutz), Ion Suru, Nicolae Dumitru, Titus Ozon (Alexandru Ene).

### Transferuri
Titus Ozon revine la Dinamo, după un an petrecut la Dinamo Orașul Stalin. Între noii jucători aduși de antrenorul Iuliu Baratky se numără portarul Constantin Constantinescu (tot de la Dinamo Orașul Stalin), Ladislau Băcuț (Flamura Roșie Arad), Anton Fodor (Locomotiva Timișoara) și Dumitru Ignat (Dinamo Orașul Stalin).